# گوان (مینه‌سوتا)
گوان (به انگلیسی: Gowan) یک منطقهٔ مسکونی در ایالات متحده آمریکا است که در Floodwood Township واقع شده‌است. گوان ۲۰ نفر جمعیت دارد و ۳۸۴٫۹۷ متر بالاتر از سطح دریا واقع شده‌است.